# کند پایین
کُند پایین یا کند سفلی یکی از روستاهای دهستان لواسان کوچک بخش لواسانات در شهرستان شمیرانات استان تهران ایران است.
اهالی روستای کند سفلی گوت‌زبان هستند.

## جمعیت
جمعیت این روستا بر اساس سرشماری سال ۱۳۸۵ حدود ۱۲۲ نفر در ۳۰ خانوار بوده است که قطعاً تا کنون افزایش یافته است.